# Смош (річка)
Смош (Смож) — річка в Україні, в межах Ічнянського та Прилуцького районів Чернігівської області. Ліва притока Удаю (басейн Дніпра).

## Опис
Довжина 35 км, площа басейну 557 км². Річна типово рівнинна. Долина трапецієподібна, завширшки до 3,5 км. Заплава місцями заболочена, завширшки до 400 м. Річище слабозвивисте, завширшки до 10 м. Похил річки 1,1 м/км. На річці та її притоках є чимало ставків. 

## Розташування
Смош бере початок біля північної околиці смт Парафіївка. Тече на північ, місцями — на південний захід. Впадає до Удаю на південь від села Смош. 

## Основні притоки
Іржавець, Гмирянка, Вільшанка (праві);
 Верескуни (ліва).